# Rhynchomecogaster gracile
Rhynchomecogaster gracile är en mångfotingart som beskrevs av Karl Wilhelm Verhoeff 1937. Rhynchomecogaster gracile ingår i släktet Rhynchomecogaster och familjen Siphonotidae. Inga underarter finns listade i Catalogue of Life.